# ウィリアム・セペダ
ウィリアム・セペダ（William Zepeda、1996年6月4日 - ）は、メキシコのプロボクサー。メヒコ州サン・マテオ・アテンコ出身。元WBC世界ライト級暫定王者。

## 来歴
2015年11月14日、プロデビュー戦を行い3回2分10秒KO勝ち。
2021年7月9日、カリフォルニア州ロサンゼルスのBMOスタジアムにてヘクター・タナハラ・ジュニアとWBAアメリカ大陸ライト級王座決定戦を行い、6回終了時にタナハラが棄権した為TKO勝ちを収め王座を獲得した。
2022年10月29日、カリフォルニア州サンディエゴのペチャンガ・アリーナにてWBA世界ライト級10位のジョセフ・ディアスとWBA世界ライト級挑戦者決定戦を行い、12回3-0（119-109×2、118-110）の判定勝ちを収めジャーボンテイ・デービスへの挑戦権を獲得した。
2024年3月16日、ネバダ州ラスベガスのザ・コスモポリタンにあるチェルシー・ボール・ルームにてWBA世界ライト級5位およびIBF世界ライト級4位のマキシ・ヒューズとWBA・IBF世界ライト級挑戦者決定戦を行い、4回終了時にヒューズ陣営が棄権した為TKO勝ちを収めジャーボンテイ・デービスと2024年5月12日のジョージ・カンボソス・ジュニア対ワシル・ロマチェンコの勝者への挑戦権を獲得した。
2024年11月16日、リヤドのザ・ヴェニューで開催されたリヤド・シーズン「ラティーノ・ナイト」のヒルベルト・ラミレス対クリス・ビラム＝スミスの前座でWBC世界ライト級王者シャクール・スティーブンソンの負傷に伴いWBC世界ライト級13位および元IBF世界スーパーフェザー級王者のテヴィン・ファーマーとWBC世界ライト級暫定王座決定戦を世界戦としては異例中の異例となる10回戦で行い、4回にダウンを奪われるも10回2-1（95-94×2、94-95）の僅差の判定勝ちを収め暫定ながら初の世界王座獲得に成功した。しかし、セペダが6回に左腕を負傷したため、2025年2月22日にリヤドのリヤド・シーズン興行で行われる予定だったスティーブンソンとの団体内王座統一戦は延期となった。
2025年3月29日、カンクンのポリフォルム・ベニト・フアレスでテヴィン・ファーマーとダイレクトリマッチで再戦し、12回2-0（116-112、115-113、114-114）の判定勝ちを収め初防衛に成功した。
2025年7月12日、ニューヨーク市クイーンズ区のルイ・アームストロング・スタジアムにてエドガー・ベルランガ対ハムザ・シェラーズの前座でWBC世界ライト級王者のシャクール・スティーブンソンとWBC世界同級団体内王座統一戦を行うも、プロ初黒星となる12回0-3（109-119、110-118×2）の判定負けを喫し団体内王座統一に失敗したとともにセペダが8カ月間保持してきた暫定王座はスティーブンソンの正規王座に吸収される形で消滅した。

## 戦績
- プロボクシング：34戦 33勝 (27KO) 1敗

| 戦           | 日付           | 勝敗 | 時間    | 内容    | 対戦相手                             | 国籍           | 備考                               |
| ------------ | -------------- | ---- | ------- | ------- | ------------------------------------ | -------------- | ---------------------------------- |
| 1            | 2015年11月14日 | ☆    | 3R 2:10 | KO      | アロンソ・サルバティエラ             | メキシコ       | プロデビュー戦                     |
| 2            | 2016年2月13日  | ☆    | 1R      | KO      | エドゥアルド・レデスマ               | メキシコ       |                                    |
| 3            | 2016年3月18日  | ☆    | 2R 1:26 | KO      | アルデア・アポリナー                 | メキシコ       |                                    |
| 4            | 2016年5月27日  | ☆    | 6R      | 判定3-0 | エドゥアルド・アリスメンディ         | メキシコ       |                                    |
| 5            | 2016年7月2日   | ☆    | -       | KO      | アレハンドロ・ラミレス               | メキシコ       |                                    |
| 6            | 2016年7月29日  | ☆    | 3R 1:54 | TKO     | フアン・ダニエル・イエスカス         | メキシコ       |                                    |
| 7            | 2016年10月29日 | ☆    | 4R      | KO      | ザビエル・バスケス                   | メキシコ       |                                    |
| 8            | 2016年12月9日  | ☆    | 2R 2:19 | KO      | ロヘリオ・マンリケス                 | メキシコ       |                                    |
| 9            | 2017年2月18日  | ☆    | 4R      | TKO     | ルイス・アリエル・メドラノ・アダム   | メキシコ       |                                    |
| 10           | 2017年3月25日  | ☆    | 6R      | 判定3-0 | ガブリエル・へゴラス・バレンズエラ   | メキシコ       |                                    |
| 11           | 2017年6月24日  | ☆    | 4R 1:58 | KO      | ホセ・マヌエル・カストロ・フィエロス | メキシコ       |                                    |
| 12           | 2017年10月21日 | ☆    | 3R 終了 | TKO     | フアン・パブロ・ボルボン             | メキシコ       | WBFメキシコライト級王座決定戦      |
| 13           | 2018年2月16日  | ☆    | 10R     | TKO     | ヘスス・アルツロ・アコスタ           | メキシコ       |                                    |
| 14           | 2018年4月27日  | ☆    | 5R 2:41 | KO      | ペドロ・ソリス・ロドリゲス           | メキシコ       | WBFメキシコ防衛1                   |
| 15           | 2018年9月1日   | ☆    | 3R 1:04 | TKO     | ウリゼス・ペレス                     | メキシコ       |                                    |
| 16           | 2018年11月16日 | ☆    | 3R 0:57 | KO      | マキシミリアーノ・ガリンド           | メキシコ       |                                    |
| 17           | 2019年3月2日   | ☆    | 6R 終了 | TKO     | エリオット・チャベス                 | メキシコ       | FECARBOXライト級シルバー王座決定戦 |
| 18           | 2019年6月8日   | ☆    | 8R 2:53 | TKO     | ホセ・グアダルーペ・ロサレス         | メキシコ       | FECARBOXシルバー防衛1              |
| 19           | 2019年10月26日 | ☆    | 2R 終了 | TKO     | オスカル・フローレス                 | メキシコ       |                                    |
| 20           | 2019年12月14日 | ☆    | 3R 2:32 | TKO     | ジャンピエル・オゼス                 | ベネズエラ     |                                    |
| 21           | 2020年3月7日   | ☆    | 6R 2:47 | TKO     | ブラヤム・リコ                       | コロンビア     |                                    |
| 22           | 2020年11月19日 | ☆    | 5R 2:43 | TKO     | ロベルト・ラミレス                   | メキシコ       |                                    |
| 23           | 2021年7月9日   | ☆    | 6R 終了 | TKO     | ヘクター・タナハラ・ジュニア         | アメリカ合衆国 | WBA米大陸ライト級王座決定戦        |
| 24           | 2021年11月13日 | ☆    | 4R 1:59 | KO      | ジョン・ヴィンセント・モラルド       | フィリピン     | WBA米大陸防衛1                     |
| 25           | 2022年2月19日  | ☆    | 3R 1:51 | KO      | ルイス・アンヘル・ヴィエダス         | メキシコ       |                                    |
| 26           | 2022年5月14日  | ☆    | 10R     | 判定3-0 | レネ・アルバラード                   | ニカラグア     |                                    |
| 27           | 2022年10月29日 | ☆    | 12R     | 判定3-0 | ジョセフ・ディアス                   | アメリカ合衆国 | WBA世界ライト級挑戦者決定戦        |
| 28           | 2023年4月29日  | ☆    | 2R 2:16 | KO      | ハイメ・アルボレダ                   | パナマ         |                                    |
| 29           | 2023年9月16日  | ☆    | 6R 1:31 | TKO     | メルシト・ヘスタ                     | フィリピン     | WBA米大陸防衛2                     |
| 30           | 2024年3月16日  | ☆    | 4R 終了 | TKO     | マキシ・ヒューズ                     | イギリス       | WBA・IBF世界ライト級挑戦者決定戦   |
| 31           | 2024年7月6日   | ☆    | 3R 1:58 | KO      | ジョバンニ・カブレラ                 | アメリカ合衆国 |                                    |
| 32           | 2024年11月16日 | ☆    | 10R     | 判定2-1 | テヴィン・ファーマー                 | アメリカ合衆国 | WBC世界ライト級暫定王座決定戦      |
| 33           | 2025年3月29日  | ☆    | 12R     | 判定2-0 | テヴィン・ファーマー                 | アメリカ合衆国 | WBC暫定防衛1                       |
| 34           | 2025年7月12日  | ★    | 12R     | 判定0-3 | シャクール・スティーブンソン         | アメリカ合衆国 | WBC世界ライト級王座統一戦          |
| テンプレート |                |      |         |         |                                      |                |                                    |

## 獲得タイトル
- WBAアメリカ大陸ライト級王座
- FECARBOXライト級シルバー王座
- WBFメキシコライト級王座
- WBC世界ライト級暫定王座（防衛1）